# Dicranota (Rhaphidolabis) denningi evanescens
Dicranota (Rhaphidolabis) denningi evanescens is een ondersoort van de tweevleugelige Dicranota (Rhaphidolabis) denningi uit de familie Pediciidae. De ondersoort komt voor in het Nearctisch gebied.